# Begniszte
Begniszte (mac. Бегниште) – wieś w południowej Macedonii Północnej, terytorialnie i administracyjnie należąca do gminy Kawadarci. Według stanu na 2002 rok jej liczebność wynosiła 369 mieszkańców.

położenie wsi na mapie gminy

Według danych ze spisu powszechnego przeprowadzonego w 2002 roku, wieś Begniszte zamieszkiwało 369 osoby deklarujące następującą narodowość: 
- Macedończycy – 368 (99,73%)
- Serbowie – 1 (0,27%)